# Segelfluggelände Baumerlenbach

i7
i11
i13
Das Segelfluggelände Baumerlenbach ist ein Segelfluggelände in Hohenlohe östlich der Stadt Neuenstadt am Kocher. Das Gelände befindet sich auf zwei Gemarkungen, zum einen im Dorf Baumerlenbach, das seit 1973 zur baden-württembergischen Stadt Öhringen gehört, zum anderen in der Gemeinde Langenbrettach. In der Gemarkung Langenbrettach befinden sich die Gebäude des Segelfluggeländes. Der Platz wird von der Flugsportgruppe Öhringen e. V. betrieben.

## Geografie
Das Segelfluggelände liegt nordwestlich der Stadt Öhringen auf der Hohenloher Ebene. 

## Geschichte
Die Flugsportgruppe Öhringen e. V., die den Flugplatz betreibt, besteht seit 1929. Der Segelflugplatz wurde 1957 angelegt und genehmigt.

## Flugplatz und Ausstattung
Der Flugplatz ist in erster Linie ein Segelflugplatz. Gestartet wird entweder mit einer Windenstarteinrichtung auf der 1000 Meter langen Startbahn oder per Schleppflugzeug von der 550 Meter langen Start- und Landebahn (Richtung 08/26).
Der Flugplatz hat keine geregelten Betriebszeiten (PPR). Der Informationskanal des Flugplatzes liegt auf 118.115 MHz.
Der Flugplatz besitzt zwei Hallen für Fluggeräte und das Vereinsgebäude Goldener Propeller.

## Verkehr
Der Flugplatz ist von Baumerlenbach aus über die Kreisstraße K 2334 oder von Neuenstadt aus über die Landstraße L 1088 zu erreichen.
Der ÖPNV bedient den Flugplatz nicht direkt, nächstgelegener Halt ist die Bushaltestelle Baumerlenbach Mitte.